# Eren Keskin
Eren Keskin, née le 24 avril 1959 à Bursa, est une avocate et militante des droits humains turque, vice-présidente de l'association turque des droits humains (IHD). 
Elle co-fonde le projet Aide juridique pour les femmes qui ont été violées ou abusées sexuellement par les Forces de Sécurité Nationale, pour dénoncer les violences aux femmes dans les prisons turques et fait à ce titre l'objet de nombreuses poursuites pénales.

## Éléments biographiques
Née en 1959 d’un père kurde de Sivas et d'une mère stambouliote, elle s'engage dans des études de droit, et milite pour les droits humains. En 1994, elle est l'objet d'une tentative de meurtre alors qu'elle travaille comme juriste à la section locale d'Istanbul de l'Association de défense des droits de la personne (Human Rights Association (en), HRA). En 1995, elle est emprisonnée pour ses activités, pendant 6 mois,, et est adoptée comme prisonnier d'opinion par Amnesty International.
En 2001, elle se voit décerner le titre de  juriste européen de l'année à Hambourg. Elle est également victime d'une nouvelle tentative de meurtre. En 2002, elle est accusée par les forces de sécurité de l'État turc de complicité avec le PKK en raison de son  plaidoyer pour permettre aux Kurdes d'utiliser leur langue maternelle, en Turquie. En 2004, elle reçoit le prix pour la Paix d'Aix-la-Chapelle, pour ses efforts et activités en faveur des droits des hommes. En 2005, elle se voit attribuer également le prix Theodor-Haecker pour le courage civique et l'intégrité politique. En mars 2006, un tribunal turc la condamne à 10 mois d'emprisonnement pour outrage à l'armée. La peine est ensuite convertie en une amende de 6 000 livres turques, qu'elle refuse de payer. En 2011, elle participe à l'organisation d'un rassemblement devant le Musée des arts turcs et islamiques d'Istanbul, qui servit de prison centrale en 1915. Elle demande  à cette occasion  que la République Turque reconnaisse le génocide arménien  de 1915.
En mars 2017, elle est citée dans un appel d'un collectif de personnalités françaises, parmi lesquelles Marie Darrieussecq, Marie-George Buffet, Annie Ernaux, Benjamin Stora, Eva Joly, publié dans le journal Le Monde et appelant les dirigeants européens à réagir face aux violations des droits humains par l'État turc.